# Thomas Dooley
Thomas Dooley (sinh ngày 12 tháng 5 năm 1961) là một cựu cầu thủ và huấn luyện viên bóng đá người Mỹ. Ông từng thi đấu ở vị trí hậu vệ và tiền vệ phòng ngự, từng là thành viên lâu năm và cựu đội trưởng của đội tuyển quốc gia Hoa Kỳ. Hiện tại, ông đảm nhiệm vai trò giám đốc kỹ thuật của câu lạc bộ Thể Công - Viettel, thi đấu tại V.League 1. ￼
Dooley sinh ra tại Bechhofen, Tây Đức, có mẹ là người Đức và cha là một quân nhân phục vụ trong Quân đội Hoa Kỳ.

## Sự nghiệp câu lạc bộ
Thomas Dooley bắt đầu sự nghiệp ở vị trí tiền đạo với đội bóng nghiệp dư FK Pirmasens. Năm 1984, ông chuyển sang thi đấu chuyên nghiệp với FC Homburg, một câu lạc bộ thuộc 3. Bundesliga. Tại đây, ông chuyển sang vị trí tiền vệ và góp công lớn giúp đội bóng thăng hạng, cuối cùng lên chơi tại Bundesliga.
Năm 1988, Dooley gia nhập đội bóng nổi tiếng của Đức là 1. FC Kaiserslautern, nơi ông giành Cúp Quốc gia Đức (DFB-Pokal) năm 1990, chức vô địch Bundesliga năm 1991 và Siêu cúp Đức (DFB-Supercup) cũng trong năm 1991.
Sau World Cup 1994, Dooley chuyển đến Bayer Leverkusen và một năm sau đó gia nhập Schalke 04, nơi ông cùng đội giành chức vô địch UEFA Cup năm 1997.
Kết thúc mùa giải 1997, Dooley chuyển đến Major League Soccer (MLS), ký hợp đồng với Columbus Crew. Ông thi đấu ba mùa giải tại đây và được chọn vào đội hình xuất sắc nhất MLS (MLS Best XI) trong hai năm liên tiếp (1997 và 1998).
Năm 2000, Dooley được chuyển nhượng đến MetroStars (nay là New York Red Bulls) trong một thương vụ đổi lấy Mike Duhaney. Thương vụ này nhằm hỗ trợ Lothar Matthäus – một cầu thủ Đức nổi tiếng – thích nghi với bóng đá Hoa Kỳ. Dooley thi đấu một mùa giải cho MetroStars trước khi giải nghệ.

## Sự nghiệp quốc tế
Khi Liên đoàn Bóng đá Hoa Kỳ (U.S. Soccer) bắt đầu tìm kiếm các cầu thủ đủ điều kiện chơi cho đội tuyển quốc gia để chuẩn bị cho việc tổ chức FIFA World Cup 1994, Thomas Dooley được phát hiện. Ông có trận ra mắt đội tuyển quốc gia vào ngày 30 tháng 5 năm 1993 trong trận đấu với Ireland.
Dooley nhanh chóng trở thành một cầu thủ trụ cột của đội tuyển Hoa Kỳ, được bầu chọn là Cầu thủ xuất sắc nhất năm của U.S. Soccer vào năm 1993. Ông thi đấu trọn vẹn tất cả các phút tại World Cup 1994.
Sau khi John Harkes bị loại khỏi đội tuyển, Dooley được chọn làm đội trưởng của đội tuyển Hoa Kỳ tại World Cup 1998 và tiếp tục đá chính trong tất cả các trận đấu của đội tuyển tại giải này.
Ngày 21 tháng 2 năm 1999, Dooley có trận chia tay đội tuyển quốc gia trong trận giao hữu với Chile. Ông kết thúc sự nghiệp quốc tế với 81 lần khoác áo và 7 bàn thắng.

## Danh hiệu
FC Homburg
- Oberliga Südwest: 1984

1. FC Kaiserslautern
- Bundesliga: 1990–91
- DFB-Pokal: 1989–90
- DFL-Supercup: 1991

FC Schalke 04
- UEFA Cup: 1996–97

Individual
- U.S. Soccer Athlete of the Year: 1993[2]
- MLS All-Star, 1998,[3] 1999[4]
- MLS Best XI: 1997, 1998
- MLS Fair Play Award: 1998
- National Soccer Hall of Fame: 2010[5]